# Windows Search
Windows Search para Windows Vista e Server 2008 e Windows Desktop Search para Windows XP e Server 2003, é um buscador que ajuda a localizar arquivos no computador rapidamente como e-mails, compromissos do calendário, fotos, documentos e outros. Seu principal objetivo é tornar a busca na área de trabalho mais eficaz do que em uma página no navegador. No Windows Vista e Server 2008, ele já vem integrado ao sistema. No Windows XP e Server 2003 está disponível para download gratuito no site da Microsoft.

## Funções

### Auto-complemento para formulários
Esta função serve como o próprio nome já diz, automaticamente completar formulários de inscrições, de logins, de senhas e outros campos: Você está cansado de digitar sempre as mesmas informações, endereços, logins e outros.
Isto funciona quando o usuário preenche os campos de formulários na primeira vez, logo assim, esta função arquiva os dados digitados para utilizá-los em sucessivas digitações. Esses dados são pessoais e são guardados dentro do computador, de jeito rápido e seguro, segundo a Microsoft, junto com proteção de senha.
Há ainda um administrador de logins e senhas para que o usuário faça o login de forma automática em vários serviços que a internet disponibiliza.

### Tipos de arquivos comuns
Exibe resultados de variadas extensões de arquivos, cerca de mais de 200 tipos de arquivos comuns, como e-mails, documentos, imagens, músicas, vídeos e outros.

### Mobilidade no computador
Com o WS, o usuário pode procurar seus arquivos rapidamente de onde estiver fazendo suas tarefas no computador, como na área de trabalho, no Outlook Express ou até mesmo no Internet Explorer. Essas mobilidades formam criadas com o intuito de um usuário inexperiente ser capaz de realizar suas buscas com liberdade no computador, e também para a própria comodidade do usuário, sendo inexperientes ou não.

### Privacidade
Assim como o Windows, o WS não indexa dados sigilosos, como arquivos temporários da Internet e cache, pela razão de um eventual vazamento de informação, ocasionado por um hacker.

### Organização
Serve para que o usuário possa separar uns dados dos outros, para que assim categorize os resultados usando botões e os menus. Recurso feito para quando o usuário faz uma busca, e logo após deseja ver o resultado daquela busca no futuro, ou qualquer outro motivo. No WS, com uma integração com o Windows Explorer, é possível mover, excluir, copiar, arrastar e soltar os arquivos normalmente; E é claro, acessar os arquivos em seus aplicativos padrões configurados no computador ou inicie os aplicativos diretamente dos resultados obtidos.

### Pré-visualização
Contém dados de resumos necessários em cada resultado, representações com uma gráfica composta de um painel de leitura ou visualizações de miniatura e ícones. Enquanto a visualização atual no computador, isso cabe a configuração atual feita pelo usuário.

### Contatos
A partir dos resultados obtidos, é possível que se envie, responda ou encaminhe e-mails, relativo aos resultados obtidos.

### Desempenho
O índice de arquivo é criado e atualizado durante o período em que o programa fica no chamado ocioso, de modo em que o desempenho do usuário e do sistema não sejam afetados.

## O Windows Search nas empresas
A versão mais novo do WS sofreu otimizações com recursos que ajudam os gerentes de TI (falados anteriormente) a mudar, criar e administrar facilmente a configuração em relação à instalação do Desktop Search para todos os que o utilizam em uso doméstico e computadores de organização. Se o WS for usado em uma empresa, será necessária uma instalação diferente, logo alguns arquivos também serão diferentes.